# Luiz Antônio Feijó Júnior

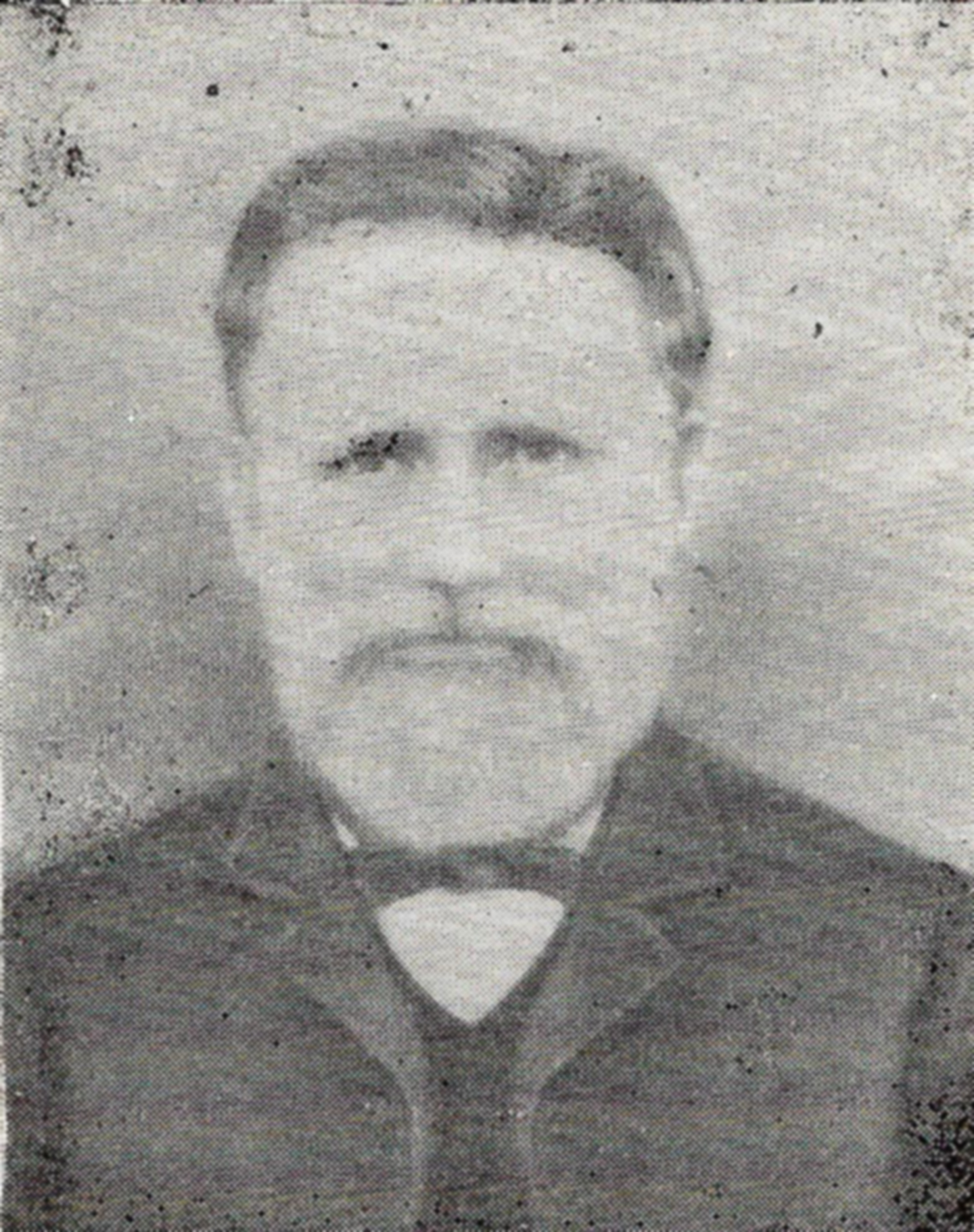
Luiz Antônio Feijó Júnior.

Luiz Antônio Feijó Júnior (Triunfo (?), ? — Caxias do Sul, 13 de setembro de 1893) foi um latifundiário e colonizador brasileiro.
Era estancieiro e madeireiro em Bom Jesus, 2º Distrito de Triunfo, e no início da década de 1870 foi convidado por seu sócio, João Sertório, que também era presidente da Província do Rio Grande do Sul, para colaborar no assentamento dos colonos italianos que haviam sido chamados pelo governo imperial para o povoamento da região. Não havendo mais espaços nas primeiras colônias, ocupadas por alemães ao pé da Serra do Nordeste, Sertório determinou que Feijó os conduzisse a uma nova colônia criada no alto da serra, que viria a formar o município de Caxias do Sul. Em pagamento pelo seu trabalho, Feijó recebeu uma grande área de terras na região, onde construiu uma olaria e uma serraria para fornecer materiais de construção para os colonos.
Em 1875 Feijó sugeriu ao governo provincial que transferisse a sede colonial, primeiramente instalada em Nova Milano, para cerca de 20 km ao leste, no chamado Campo dos Bugres, onde hoje se ergue o núcleo urbano de Caxias. Em 1881, já tendo vendido suas terras em Triunfo e radicado definitivamente em sua gleba, começou a loteá-la para venda, dando origem a novos núcleos de povoamento, a chamada Colônia Sertorina. Embora fosse uma colônia privada, recebeu todos os incentivos e vantagens que o governo concedia às colônias estatais, contando com transporte para os imigrantes, um alojamento para os recém-chegados e abertura de estradas. Com o lucro obtido na venda das terras e com seus outros empreendimentos, que incluíam também um moinho e uma casa de comércio, tornou-se uma das figuras mais ricas e influentes de Caxias, a ponto de os colonos o chamarem de conde, embora não o fosse. Em 1890 a Colônia Sertorina foi transformada no distrito caxiense de Nova Vicenza, que depois emancipou-se e hoje é o município de Farroupilha. De acordo com o inventário de seus bens realizado em 1893, mesmo tendo vendido uma grande área, Feijó ainda era o segundo maior proprietário de terras em Caxias, com mais de 1.500 hectares rurais e dois lotes urbanos, além de possuir outros bens e rendimentos, compondo um patrimônio que valia mais de 360 contos de réis, uma grande fortuna na época. Segundo Stormowski, a bibliografia não tem lhe dado a atenção que merece em vista da influência que exerceu no processo colonizador da região.
Foi casado com Constância Emília de Azevedo, deixando prole. Seu primogênito, Tancredo Appio Feijó, foi conselheiro municipal de Caxias em quatro legislaturas, vice-intendente e intendente. Feijó Júnior foi homenageado com um relevo no Monumento Nacional ao Imigrante, inaugurado em 1954, onde figura em uma cena recebendo os colonos. Hoje seu nome batiza uma região rural caxiense, a Linha Feijó, no Distrito de Forqueta, onde florescem várias comunidades, e uma rua no centro de Caxias.